# Euphrasia aristulata
Euphrasia aristulata är en snyltrotsväxtart som beskrevs av Francis Whittier Pennell. Euphrasia aristulata ingår i släktet ögontröster, och familjen snyltrotsväxter. Inga underarter finns listade i Catalogue of Life.